# Mathilde Harviken
Mathilde Harviken (29 december 2001) is een voetbalspeelster uit Noorwegen. Ze speelt als verdediger voor Juventus FC in de Serie A.

## Clubcarrière
Harviken begon haar carrière bij FL Fart waarvoor ze ook debuteerde in de Toppserien in 2019. In juni 2020 tekende ze bij competitiegenoot Røa IL waarvoor ze tot 18 wedstrijden kwam. In december 2021 maakte Harviken de overstap naar de Noorse topclub Rosenborg BK Kvinner. Na drie seizoenen in de hoofdmacht van Rosenborg BK, maakte Harviken haar eerste buitenlandse transfer. Op 9 januari 2025 tekende ze een tweejarig contract bij het Italiaanse Juventus FC.

## Statistieken
| Seizoen   | Club                 | Land      | Competitie    | Wedstrijden | Doelpunten |
| --------- | -------------------- | --------- | ------------- | ----------- | ---------- |
| 2016/2017 | Elverum Fotball      | Noorwegen | Derde divisie | 13          | 6          |
| 2019      | FL Fart              | Noorwegen | Toppserien    | 22          | 0          |
| 2020      | Røa IL               | Noorwegen | Toppserien    | 18          | 0          |
| 2022      | Rosenborg BK Kvinner | Noorwegen | Toppserien    | 23          | 1          |
| 2023      | Rosenborg BK Kvinner | Noorwegen | Toppserien    | 27          | 0          |
| 2024      | Rosenborg BK Kvinner | Noorwegen | Toppserien    | 27          | 1          |
| 2024/25   | Juventus FC          | Italië    | Serie A       | 0           | 0          |
| Totaal    | Totaal               | Totaal    | Totaal        | 117         | 2          |

Bijgewerkt t/m 9 januari 2025.

## Interlandcarrière
Harviken doorliep alle Noorse jeugdteams voordat ze haar debuut maakte voor Noorse nationale team. In augustus 2022 werd Harviken voor het eerst opgeroepen voor het seniorenteam. Op 6 september 2023 maakte Harviken haar debuut in een WK-kwalificatiewedstrijd thuis tegen Albanië. In november 2022 maakte Harviken opnieuw deel uit van de selectie van Noorwegen. In deze interlandperiode boekte Noorwegen een gelijkspel tegen Europees kampioen Engeland dankzij een late gelijkmaker van Frida Maanum.
Op 19 juni 2023 maakte bondscoach Hege Riise bekend dat Harviken deel uitmaakt van de selectie voor het WK 2023. Harviken mocht alle vier de wedstrijden die Noorwegen speelde in de basis beginnen. Noorwegen wist de achtste finales te halen waarin Japan met 3-1 te sterk was.